# Io con te
Io con te è una raccolta di Al Bano e Romina Power pubblicata nel 1976.
Contiene canzoni tratte dai loro precedenti album realizzati come solisti, il primo duetto Storia di due innamorati del 1970, Taca, taca banda interpretata da Al Bano e Romina insieme a Kocis (fratello di Al Bano) e Taryn Power (sorella di Romina) e i brani Vestita di baci, Stelle d'oro (scritta da Roberto Vecchioni) e Vestito d'allegria del 1976.

## Tracce
1. Storia di due innamorati (Vito Pallavicini, Detto Mariano, Albano Carrisi)
2. La casa dell'amore (Luciano Beretta, Romina Power, Albano Carrisi)
3. Stelle d'oro (Roberto Vecchioni)
4. Taca, taca banda (Gary Sulsh, Jonathan Leathwood, Vito Pallavicini)
5. Con un paio di blue jeans (Maurizio Fabrizio)
6. Angelo di strada (Albano Carrisi)
7. Io con te (Romina Power)
8. Nel mondo pulito dei fiori (Corrado Castellari)
9. E le comete si distesero nel blu (Alberto Salerno, Maurizio Fabrizio)
10. Vestito d'allegria (Maurizio Fabrizio, Alberto Salerno, Albano Carrisi)
11. Acqua di mare (Vito Pallavicini, Albano Carrisi)
12. Vestita di baci (Albano Carrisi)